# Самлат
Самлат (в верхней половине — Большой Самлат) — река в Томской области России. Правобережный приток среднего течения Салата. Течёт по территории Каргасокского района.
Длина реки составляет 76 км. Площадь водосборного бассейна — 510 км².
Самлат начинается на высоте 98 м над уровнем моря. Течёт в основном на северо-восток. Русло большей частью извилистое. Устье Самлата находится в 131 км по правому берегу реки Салат на высоте 61 м над уровнем моря, в 30 км юго-восточнее села Мыльджино.
На 31-м км справа в Самлат впадает Малый Самлат.

## Данные водного реестра
По данным государственного водного реестра России относится к Иртышскому бассейновому округу, водохозяйственный участок реки — Иртыш от впадения реки Омь до впадения реки Ишим, без реки Оша, речной подбассейн реки — бассейны притоков Иртыша до впадения Ишима. Речной бассейн реки — Иртыш.
Код объекта в государственном водном реестре — 13010800112115200032724.